# Rippet & flået
Rippet & flået er det tredje opsamlingsalbum fra den danske gruppe Bifrost, udgivet i 2006 på Universal. Albummet består af numre fra gruppens femte og sjette originale album, Kassen & hjertet og En tro kopi. Alle numre fra Kassen & hjertet er med, mens tre af numrene fra En tro kopi ikke med. Desuden findes på albummet to bonusnumre, der aldrig tidligere havde været udgivet; de opgives at være spillet af Bifrost og Bombay Band.
Albummet er udgivet i en Universal-serie fra 2005-06 med fællestitlen Alle tiders. Serien omfattede en lang række album, som hver enten indeholdt numre med et enkelt navn (fortrinsvis danske) eller med blandede populære numre.

## Numre
Albummet indeholder følgende numre:
| 1.  | "Rippet & flået"             | Kassen & hjertet                              |  |
| 2.  | "Gi' et tegn"                | En tro kopi                                   |  |
| 3.  | "Den pris de vil ha'"        | En tro kopi                                   |  |
| 4.  | "Måske en nat"               | En tro kopi                                   |  |
| 5.  | "Di ah di åh"                | En tro kopi (som "Di ah i åh")                |  |
| 6.  | "En tro kopi"                | En tro kopi                                   |  |
| 7.  | "Alt går op i druk"          | En tro kopi                                   |  |
| 8.  | "På vejen ud"                | En tro kopi                                   |  |
| 9.  | "Derudefra"                  | En tro kopi                                   |  |
| 10. | "Der var natten der tog os"  | En tro kopi (som "Det var natten der tog os") |  |
| 11. | "Maleri"                     | En tro kopi                                   |  |
| 12. | "Souvenir"                   | En tro kopi                                   |  |
| 13. | "Kan jeg nå dig"             | Kassen & hjertet                              |  |
| 14. | "Når verden bli'r min"       | Kassen & hjertet                              |  |
| 15. | "Farvel for sidste gang"     | Kassen & hjertet                              |  |
| 16. | "Ikke min dag"               | Kassen & hjertet                              |  |
| 17. | "Kreditorernes indtogsmarch" | Kassen & hjertet                              |  |
| 18. | "Mod kærlighed"              | Kassen & hjertet                              |  |
| 19. | "Den er fundet igen"         | Kassen & hjertet                              |  |

| 1. | "Bombay"           |  |
| 2. | "Her går det godt" |  |